# Porgesové z Portheimu
Porgesové z Portheimu (německy Porges von Portheim) byla rakousko-česká podnikatelská a továrnická rodina židovského původu, roku 1841 povýšená do šlechtického stavu. Někteří členové rodu se také stali politiky.

## Dějiny rodu

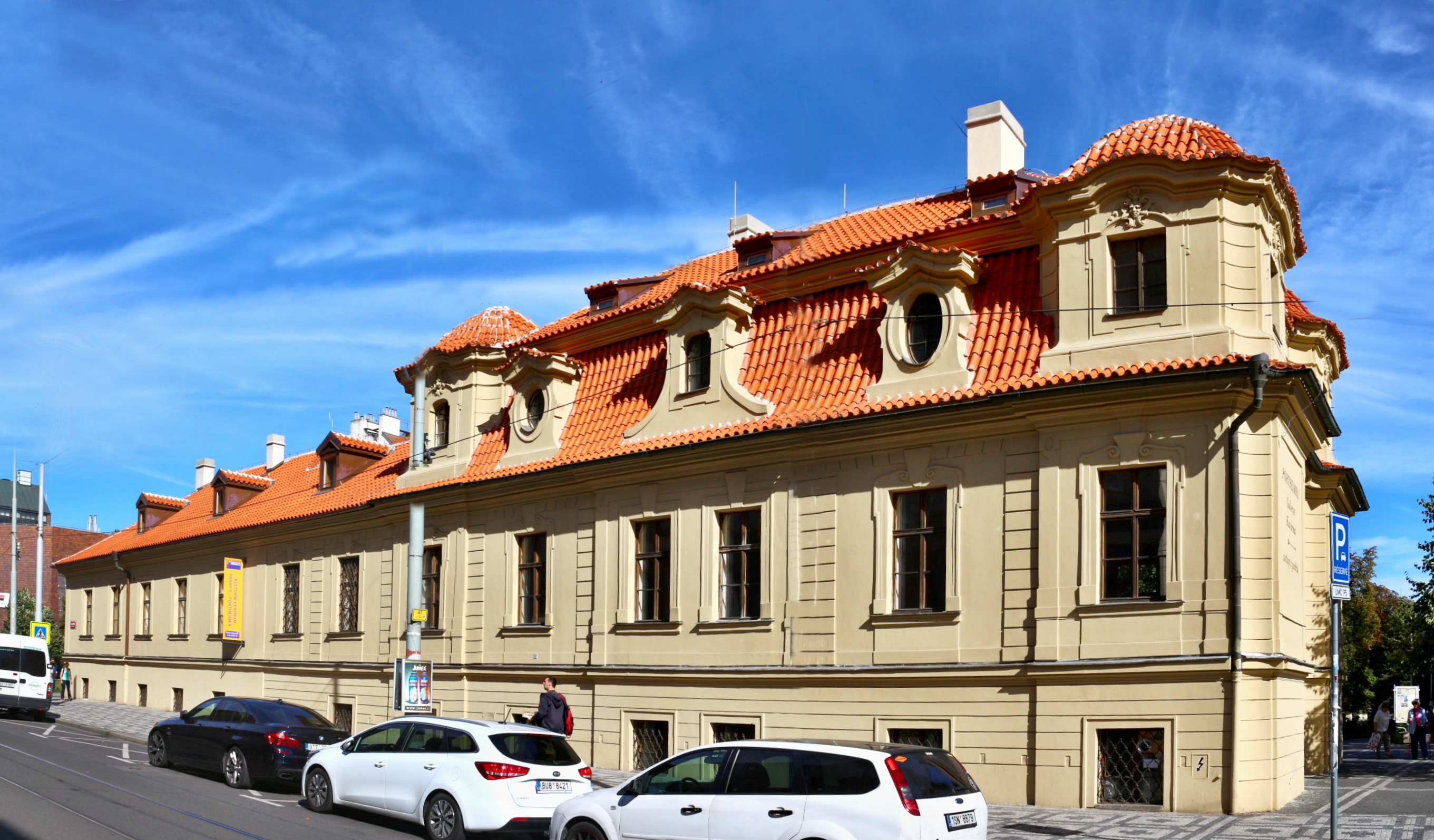
Letohrádek Portheimka na Smíchově

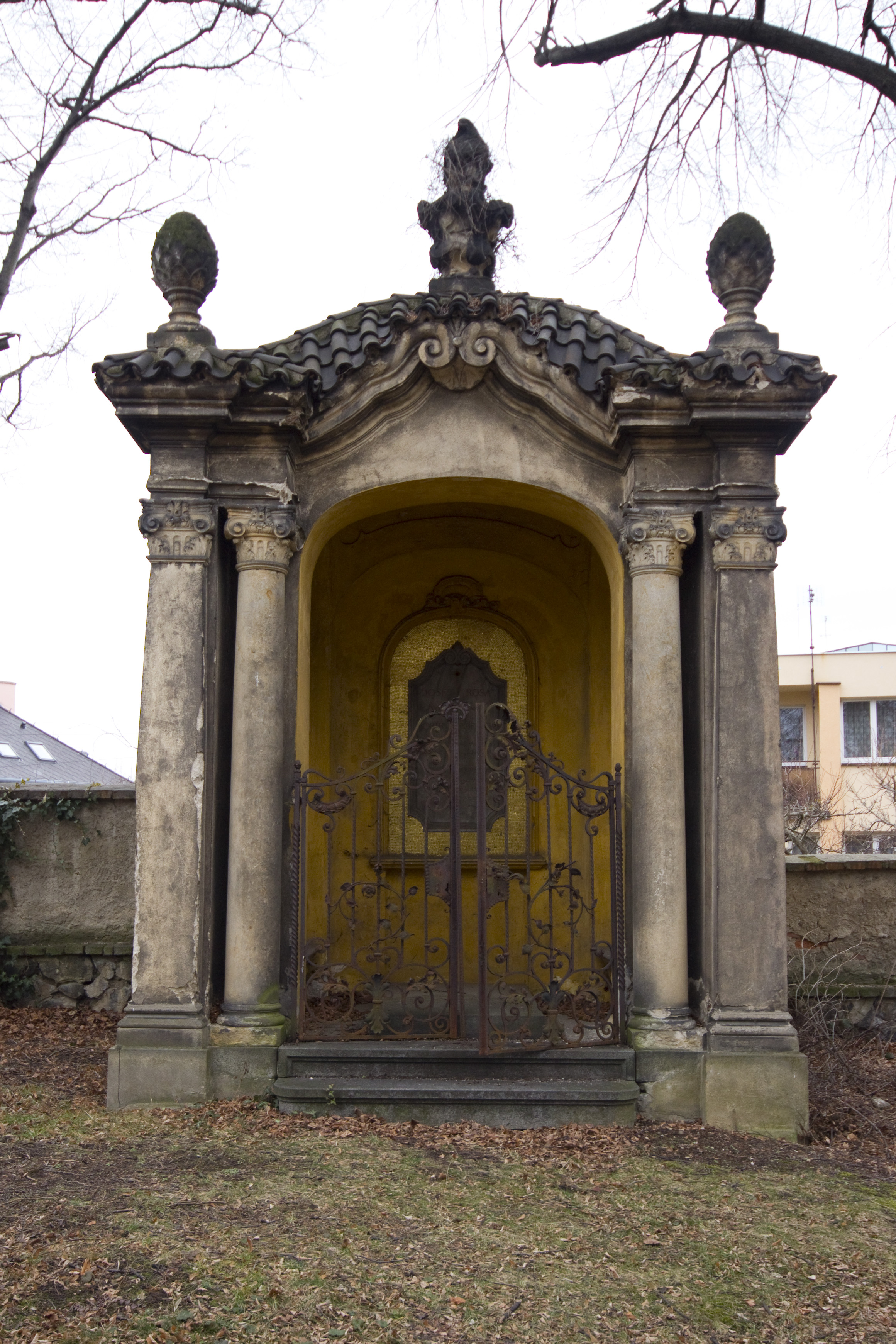
Hrobka Porgesů z Portheimu na Novém židovském hřbitově na Malvazinkách

Zakladatel rodu Gabriel Porges (1738–1824) působil jako rabín v Praze, jeho dva synové, průmyslníci Mojžíš (1781–1870) a Juda Porgesové (1785–1869), byli v roce 1841 povýšeni do dědičného šlechtického stavu „šlechtic z Portheimu“ (Edler von Portheim).
V roce 1879 byl do šlechtického stavu také povýšen syn Judy Eduard Porges z Portheimu (1826–1907), strýc Maxe von Portheim. Rodiči Maxe von Portheim byli Judův syn Wilhelm Porges von Portheim (1819–1873) a Bertha Goldschmidtová (1829–1894) z Frankfurtu. Narodil se jako nejmladší dítě po třech sestrách.
Jméno rodu nese také vila Portheimka, barokní letohrádek v Praze-Smíchově. Letohrádek vystavěl v letech 1722–1729 významný barokní architekt Kilián Ignác Dientzenhofer původně pro svou rodinu. Později objekt získal rod Buquoyů, od něhož ho zakoupili bratři Moses a Leopold Porges z Portheimu.
Další budova, která nese jméno rodu, je Porgesovský palác na Národní ulici v Praze 1, který od rodiny Kolbeů, zakoupila manželka pražského průmyslníka Josefa Porgese z Portheimu, Rosa. Porgesové objekt vlastnili až do doby nacistické okupace.

## Významní členové rodu
- Moses Porges von Portheim (1781–1870)
- Leopold Porges von Portheim (1785–1869)
- Josef Porges z Portheimu (1817–1904)[1]
- Gustav von Portheim (1823–1916)
- Eduard Porges von Portheim (1826–1907)
- Max Porges von Portheim (1857–1937)
- Emil Porges von Portheim
- Friedrich Porges von Portheim
- Leopold Porges von Portheim ml.
- Victor Porges von Portheim
- Heinrich Porges von Portheim
- Fanny Maassová
- Leontine Goldschmidtová